# فرودگاه صحرایی پورت کیتس
 فرودگاه صحرایی پورت کیتس (به انگلیسی: Port Keats Airfield) یک فرودگاه همگانی با کد یاتا PKT است که یک باند فرود آسفالت دارد و طول باند آن ۱۴۱۰ متر است. این فرودگاه در کشور استرالیا قرار دارد و در ارتفاع ۲۸ متری از سطح دریا واقع شده است.